# Liste der Baudenkmale in Rambin
In der Liste der Baudenkmale in Rambin sind alle Baudenkmale der Gemeinde Rambin (Landkreis Vorpommern-Rügen) und ihrer Ortsteile aufgelistet. Grundlage ist die Veröffentlichung der Denkmalliste des Landkreises Vorpommern-Rügen, Auszug aus der Kreisdenkmalliste vom August 2015.

## Rambin
| ID    | Lage                           | Bezeichnung                      | Beschreibung | Bild                        |
| ----- | ------------------------------ | -------------------------------- | --- | --------------------------- |
| 00597 | An den Anlagen 6 (Karte)       | Stall - Katen (Haus Zenter)      | | Stall - Katen (Haus Zenter) |
| 00603 | Dorfstraße (Karte)             | Kirche                           | Gotische Backsteinkirche, 1300 urkundlich erwähnt; 1700 barock umgestaltet; 1990 wurden Kirchturm und Dachstuhl saniert; Triumphkreuz und Schnitzfigur vom Spätmittelalter, Taufbecken aus dem 13. Jahrhundert, Renaissance - Empore, Altar von 1738, Orgel von 1972. | Kirche                      |
| 00599 | Drift 4 (Karte)                | Wohnhaus (Pfarrwitwenhaus)       | | Wohnhaus (Pfarrwitwenhaus)  |
| 00602 | Hauptstraße                    | Kriegerdenkmal                   | | Kriegerdenkmal              |
| 00601 | Hauptstraße 16 (Karte)         | Pfarrhaus                        | | Pfarrhaus                   |
| 00600 | Hauptstraße 35 (Karte)         | Schule                           | |                             |
| 00605 | (Karte)                        | Stift St. Jürgen vor Rambin      | |                             |
| 00605 | Kloster (Karte)                | Klostergarten (Stift St. Jürgen) | |                             |
| 00605 | Kloster (Karte)                | Klostergarten (Stift St. Jürgen) | |                             |
| 00605 | Kloster 1 (Karte)              | Wohnhaus A (Stift St. Jürgen)    | |                             |
| 00605 | Kloster 2 (Karte)              | Kapelle (Stift St. Jürgen)       | |                             |
| 00605 | Kloster 3 (Karte)              | Wohnhaus B (Stift St. Jürgen)    | |                             |
| 00605 | Kloster 4 (Karte)              | Wohnhaus C (Stift St. Jürgen)    | |                             |
| 00605 | Kloster 5 (Karte)              | Wohnhaus D (Stift St. Jürgen)    | |                             |
| 00604 | Schulweg 9, 9a, 9b (Karte)     | Schule (Neue Schule)             | | Schule (Neue Schule)        |
| 00247 | Strandstraße 16 (Karte)        | Wohnhaus                         | | Wohnhaus                    |
| 00606 | Zum Landambulatorium 2 (Karte) | Wohnhaus mit Vorgartenzaun       | | Wohnhaus mit Vorgartenzaun  |

## Bessin
| ID    | Lage            | Bezeichnung                  | Beschreibung | Bild           |
| ----- | --------------- | ---------------------------- | ------------ | -------------- |
| 00119 | Breesen (Karte) | Kapelle (zum heiligen Kreuz) |              | Weitere Bilder |

## Götemitz
| ID    | Lage                | Bezeichnung                   | Beschreibung | Bild |
| ----- | ------------------- | ----------------------------- | ------------ | ---- |
| 00309 | Götemitz            | Restpark (Gutsanlage)         |              |      |
| 00309 | Götemitz 13 (Karte) | Gutshaus (Nr. 13, Gutsanlage) |              |      |
| 00309 | Götemitz 13         | Stall (Gutsanlage)            |              |      |

## Kasselvitz
| ID    | Lage                     | Bezeichnung       | Beschreibung                                                                                | Bild |
| ----- | ------------------------ | ----------------- | ------------------------------------------------------------------------------------------- | ---- |
| 00361 | Kasselvitz 6a, 9, 10     | Park              |                                                                                             |      |
| 00361 | Kasselvitz 9, 10         | Gutshaus          |                                                                                             |      |
| 00361 | Kasselvitz 9, 10 (Karte) | Gutshaus und Park | 1-gesch. Putzbau mit Mittelrisalit auf Feldsteinsockel, mit Krüppelwalmdach aus dem 19. Jh. |      |

## Quelle
- Denkmalliste des Landkreises Vorpommern-Rügen

- Karte mit allen Koordinaten:
- OSM |
- WikiMap